# Stedelijke begraafplaats (Sint-Truiden)

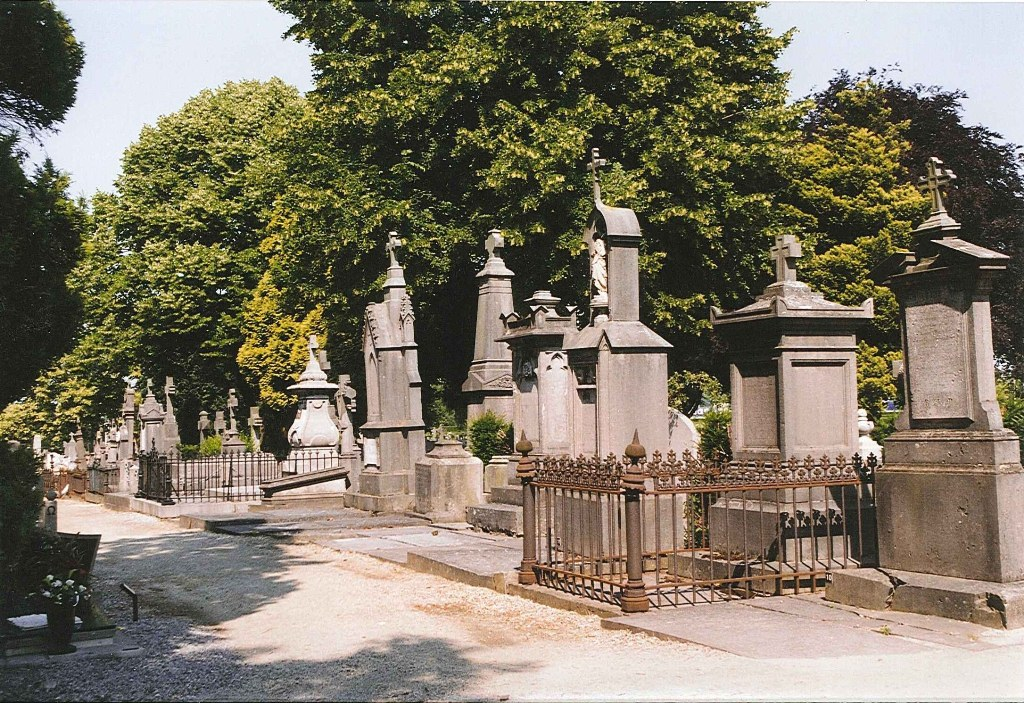

De stedelijke begraafplaats is de belangrijkste begraafplaats van Sint-Truiden. De begraafplaats is sinds 20 november 2001 beschermd als onroerend erfgoed.
Deze begraafplaats ligt iets buiten de oorspronkelijke omwalling, in Schurhoven, achter de Sint-Jacobskerk. Ze werd omstreeks 1850 in gebruik genomen en werd uitgebreid in 1853, 1884 en 1913. Naast reguliere graven zijn er ook diverse groepen van graven voor leden van kloosterorden, congregaties en parochiepriesters.
Naast de begraafplaats is ook een aantal grafmonumenten beschermd. Ook diverse grafstenen in neogotische en eclectische stijl zijn aanwezig. Het oudste gedeelte van de begraafplaats is omringd door oude bomen.